# Ariel Toaff
Pour les articles homonymes, voir Toaff.
Ariel Toaff est un essayiste et historien israélien, né le 17 août 1942. Il est professeur d'histoire à l'université Bar-Ilan. Fils de l'ancien grand-rabbin de Rome Elio Toaff (1915-2015), il est spécialiste de l'histoire des Juifs en Italie. Il est surtout connu pour la polémique qu'il a déclenchée avec un livre portant sur des crimes de sang imputés aux Juifs.

## Pâques de sang: Juifs d'Europe et meurtres rituels
Dans ce livre paru en février 2007, Ariel Toaff estime que certains enfants chrétiens auraient pu avoir été tués par « une minorité de Juifs fondamentalistes d'origine ashkénaze ». Il cite des descriptions kabbalistiques d'utilisations thérapeutiques du sang, et émet l'hypothèse qu'« un marché noir florissait des deux côtés des Alpes, avec les intermédiaires juifs vendant du sang humain portant la certification rabbinique du produit — sang kascher ». 
Il affirme aussi que les minutes des procès des Juifs accusés d'infanticide semblent contenir des preuves implicites de telles pratiques, ou du moins de telles convictions, et ce malgré le fait que la quasi-totalité des interrogatoires était biaisée par les violences et pressions des juges.

### Simon de Trente
Le livre s'appuie particulièrement sur l'affaire de Simon de Trente en 1475 à Trente en Italie, près de la frontière autrichienne, qui s'était soldée par la persécution de la communauté juive de la ville et quinze exécutions de Juifs dont des enfants. Cette ville a commémoré le « martyre » du petit Simon pendant cinq siècles, jusqu'à la publication par le Vatican en 1965 de Nostra Ætate, document fondateur du dialogue interreligieux contemporain (dans la ligne du Concile Vatican II, qui encourage la reconnaissance et l'estime mutuelle entre Juifs et chrétiens). L'évêque de Trente a signé un décret qui reconnaît que l'accusation de crimes de sang contre les Juifs de cette ville était sans fondement.
Dans le livre, Toaff avance la thèse que la communauté juive de Trente aurait pu commettre le crime rituel dont elle était accusée, revenant ainsi sur les conclusions de tous les historiens du XXe siècle pour qui les meurtres rituels attribués aux Juifs étaient sans fondement. Toaff ne pense pas que le crime rituel ait été une pratique généralisée, mais il estime que certaines communautés ashkénazes, hantées par le souvenir des massacres lors des croisades et de la peste noire, auraient pu pratiquer ce genre de crime comme une vengeance antichrétienne au moment de la Pâque. Le témoignage de Giovani da Feltre, le procès pour meurtre rituel à Endingen en Allemagne en 1470, sont pour lui des indices concordants.
Ariel Toaff considère que les aveux, même extorqués sous la torture, peuvent recéler une part de vérité. Celle-ci est mesurable dans l'écart entre les attentes du juge et les réponses des suppliciés. Or, le texte du procès des premiers condamnés du procès de Trente dont les chercheurs peuvent disposer, est composé de copies de l'original, 12 fascicules dont on ne connait pas l'ordre chronologique et dont sont absentes les questions des juges. Il est donc impossible d'en restituer le déroulement et le jeu des questions réponses. Ainsi, le fait que les accusations de meurtres rituels soient fréquentes lorsqu'un enfant était tué, ne prouve en rien qu'elles soient vraies.
Ariel Toaff affirme aussi que les procédures judiciaires de la ville qui autorisaient la torture en présence d'indices graves et fondés, ont été respectées. Cependant l'arrestation des Juifs de Trente repose uniquement sur la croyance en la pratique de crimes rituels par les Juifs, sans aucun indice. De plus, il semble fort improbable qu'une petite communauté (à peine trente personnes) ait pu ainsi se mettre en danger et ait été à ce point inconséquente qu'elle eut dissimulé le cadavre de l'enfant sous une de ses habitations. Le commissaire apostolique envoyé à l'époque fit déjà la même remarque dans son rapport.

### Réception du livre
Le livre de Toaff soulève un grand émoi aussi bien dans le monde des historiens que dans la communauté juive. Les rabbins jugent délirante l’idée que des Juifs aient ainsi usé du sang pour des cérémonies rituelles, pratique clairement condamnée par la Torah. 
La première édition tirée à 1 500 exemplaires est épuisé en une semaine grâce à la publicité faite par la polémique. L’auteur, très affecté par l’ampleur prise par cette affaire, demande à son éditeur de ne pas procéder à une réimpression. En février 2008, une nouvelle version de son ouvrage est enfin disponible. Dans certaines parties, le mode conditionnel remplace l'indicatif ; certaines pages sont purement et simplement supprimées. Dans la postface, l'auteur affirme que : « L'homicide rituel est et demeure un stéréotype relevant de la calomnie ».

### Réactions au livre
Le Dr Amos Luzzatto, ancien président de l'UCEI, a émis l'avis suivant : « je m'attendrais à quelque chose de plus sérieux que « cela pourrait avoir été vrai ». » Il a aussi exprimé sa consternation devant le sensationnalisme avec lequel le Corriere della Sera, principal quotidien d'Italie, a traité la question. Ce journal a alors publié une réfutation minutieuse du livre, comprenant des interviews de plusieurs grands érudits italiens, dans son numéro du 11 février 2007.
Il est fait remarquer que les Juifs soumis à la torture « en viennent ainsi à avouer des fautes qu’ils n’ont pas commises, allant jusqu’à admettre des actions qui auraient normalement été illogiques : par exemple, la dissimulation du cadavre dans la maison que Samuel, qui rapportera lui-même plus tard la découverte du corps » aux autorités locales. Parallèlement, l’aveu que le sang d’un enfant chrétien aurait servi au salut de l’âme des juifs montre qu'« on en serait venu à reconnaître une valeur salvatrice à (la) Passion (du Christ), et donc, implicitement, à affirmer aussi la vérité d’un point fondamental de la croyance chrétienne », ce qui constitue un « non-sens ».
« Il est tout à fait absurde d'utiliser des déclarations arrachées sous la torture il y a quelques siècles pour reconstruire des thèses historiques étranges et tortueuses, » ont ainsi déclaré douze des grands-rabbins d'Italie dans un communiqué de presse où ils réfutent les thèses de Toaff. « Le seul sang qui a été versé dans ces histoires était celui de tant de Juifs innocents, massacrés à cause d'accusations injustes et infâmes. »[réf. souhaitée]
L’historien du judaïsme Johannes Heil de l’université de Heidelberg (Allemagne) rappelle que même l'envoyé pontifical à Trente, le dominicain (en)Giovanni Battista de’ Giudici (1428/29-1484), qui a rédigé une Apologia Iudaeorum défendant les Juifs, a nié à l'époque toute validité juridique à l'ensemble de la procédure,.
De très nombreux historiens comme le professeur Heil, Giovanni Miccoli ou (en)Elena Loewenthal dans La Stampa ont également critiqué un grave manque de méthode de la part d'Ariel Toaff.

### Réponses d'Ariel Toaff
Le 14 février 2007, Ariel Toaff a déclaré qu'il avait demandé à l'éditeur italien de son livre d'en arrêter immédiatement la distribution pour qu'il pût « revoir les passages sur lesquels reposent les distorsions et les contre-vérités qui ont été publiées dans les mass-média ». La violente controverse autour de cette première édition le conduisit ensuite à quitter Israël pour l'Italie.
Dans une interview accordée le 11 février 2007 à une chaîne israélienne, il cherche à rassurer le public en relativisant ses propos et affirmé qu'il n'a pas parlé d'enfants chrétiens assassinés par des Juifs mais seulement de l'utilisation du sang chrétien à des fins médicales.
Toaff déclare dans une interview pour le journal israélien Haaretz : « sur plusieurs dizaines de pages j'ai prouvé la centralité du sang pour la Pâque. […] En me fondant sur de nombreux sermons, j'ai conclu qu'il avait été utilisé, surtout par les Juifs ashkénazes, et qu'on était convaincu des pouvoirs curatifs spéciaux du sang des enfants. C'est un fait que parmi les remèdes des Juifs ashkénazes il y avait des poudres faites avec du sang. […] Les rabbins le permettaient d'une part parce que le sang était déjà séché, et d'autre part parce que dans les communautés ashkénazes c'était une coutume reçue et qui avait pris force de loi. »
En 2008, Ariel Toaff se rétracte : « Les Juifs n'ont pas été impliqués dans le meurtre rituel, qui était un stéréotype entièrement chrétien », écrit-il dans la seconde édition de son livre dont il a accepté de changer l'illustration de couverture, mais pas le titre provocateur. Dans une nouvelle interview à Haaretz, il affirme aussi que le sang séché était un produit courant aussi bien chez les chrétiens que chez les Ashkénazes, un remède ordinaire prélevé sur des donneurs rémunérés.

## Œuvres
- Pasque di sangue: ebrei d'Europa e omicidi rituali. 2007.  (ISBN 978-88-15-11516-4)
- Love, work, and death: Jewish life in medieval Umbria. 1996.  (ISBN 1-87477-419-6)
- The Jews in Umbria. 3 Bände:
  - The Jews in Umbria: 1245–1435. 1993.  (ISBN 90-04-09695-7)
  - The Jews in Umbria: 1435–1484. 1994.  (ISBN 90-04-09979-4)
  - The Jews in Umbria: 1484–1736. 1994.  (ISBN 90-04-10165-9)
- The Mediterranean and the Jews: banking, finance and international trade (XVI–XVIII centuries). 1989.  (ISBN 965-226-099-1)
- The Jews in medieval Assisi: 1305–1487; a social and economic history of a small Jewish community in Italy. 1979.  (ISBN 88-222-2835-9)

## Sources
- (en) Cet article est partiellement ou en totalité issu de l’article de Wikipédia en anglais intitulé « Ariel Toaff » (voir la liste des auteurs).